# VSV-Glykoprotein
Das VSV-G ist ein Glykoprotein aus dem Vesicular stomatitis virus (VSV).

## Eigenschaften
Das VSV-G ist das homotrimere Andockprotein in der Virushülle des Virus mit vergleichsweise weitem Tropismus. Es ist das Peplomer in der Virushülle. Nach der Bindung des VSV-G an die Zelloberfläche erfolgt die Clathrin-vermittelte Endozytose des Virions in ein Endosom. Weiterhin ist VSV-G ein fusogenes Protein der Klasse III, denn nach Ansäuerung des Endosoms erfolgt eine Konformationsänderung, woraufhin die Endosomenmembran penetriert wird und das Virusinnere ins Zytosol freigesetzt wird. In Neuronen lokalisiert sich VSV-G in den Dendriten, wo auch die Knospung zur Freisetzung neugebildeter Virionen erfolgt.

## Anwendungen
VSV-G wird zur Pseudotypisierung von viralen Vektoren verwendet.